# Fulda-Haune-Tafelland
Das Fulda-Haune-Tafelland ist eine naturräumliche Haupteinheit (355) im Osthessischen Bergland (Haupteinheitengruppe 35) zwischen den Mittelgebirgen Knüll (im westlichen Norden), Vogelsberg (im Südwesten) und Rhön (in Osten und Südosten) in Hessen, Deutschland. Es unterteilt sich in die zentralen bis westlichen Mittelgebirgszüge Ottrauer Bergland, Kirchheimer Bergland und Schlitzer Land, die Talsenke Kämmerzell-Hersfelder Fuldatal im Osten sowie die aus Höhenzügen und Talsenken bestehenden Haune-Hochflächen im äußersten Osten.
Namensgeber sind die den Osten in Süd-Nord-Richtung durchfließenden Flüsse Fulda und Haune sowie die Orte Ottrau, Kirchheim, Schlitz, (Fulda-)Kämmerzell und Bad Hersfeld.
Das Tafelland liegt, von den Flusstälern abgesehen, fast ausschließlich auf Buntsandstein. Lediglich einige Singularitäten, wie z. B. die mit 592 m höchste Erhebung, der Rimberg, liegen auf Basalt.
An der Nahtstelle zwischen Nord-, Ost- und Mittelhessen liegt das Fulda-Haune-Tafelland in den Landkreisen Schwalm-Eder, Hersfeld-Rotenburg, Fulda und Vogelsbergkreis.

## Naturräumliche Gliederung
Das Fulda-Haune-Tafelland gliedert sich wie folgt:
- 355 Fulda-Haune-Tafelland
  - 355.0  Ottrauer Bergland
  - 355.1  Schlitzer Land
  - 355.2  Kämmerzell-Hersfelder Fuldatal
    - 355.20  Kämmerzell-Asbacher Fuldatal
    - 355.21  Hersfelder Senke

  - 355.3  Haune-Hochflächen
    - 355.30  Rombach-Hochflächen
    - 355.31  Haunetal
      - 355.310  Oberes Haunetal
      - 355.311  Hünfelder Becken
      - 355.312  Unteres Haunetal

    - 355.32  Buchenauer Hochfläche

  - 355.4  Kirchheimer Bergland

## Grenzen
Im Uhrzeigersinn, beginnend im Norden, finden sich folgende Grenzen zu den je benachbarten Naturräumen (Fulda-Haune-Tafelland-interne Grenzen doppelt eingerückt):
- Die (noch diesseitige) Geis trennt das Kirchheimer Bergland vom sich nordöstlich anschließenden Neuenstein-Ludwigsecker Höhenzug (357.0) – Fulda-Werra-Bergland
  - Die Fulda zwischen Fulda und Bad Hersfeld, wo in der Hersfelder Senke Geis (von links), Haune (von rechts) und Solz (von rechts) der Fulda zufließen, trennt die Haune-Hochflächen im Osten von den übrigen Naturräumen
    - Das Untere Haunetal trennt wiederum die Rombach-Hochflächen im Westen von der Buchenauer Hochfläche im Osten.
- Das (noch diesseitige) Tal der Solz trennt die Buchenauer Hochfläche vom sich nördlich anschließenden Seulingswald (377.20) – Fulda-Werra-Bergland
- Die Ostgrenze der Buchenauer Hochfläche zur Soisberger Kuppenrhön (353.22) – Kuppenrhön – folgt weniger dem Relief als vielmehr geologischen Grenzen. Sie zeigt sich aber auch an der zur Rhön hin abrupt nachlassenden Bewaldung und der dort höheren Siedlungsdichte
- Das Hünfelder Becken bei Hünfeld und das Obere Haunetal trennen die Rombach-Hochflächen von Soisberger Kuppenrhön, Milseburger Kuppenrhön (353.21) und Westlichem Rhönvorland (353.1) – alle Kuppenrhön – im Osten.
- Das Fuldaer Becken (352.1) – Fuldaer Senke – bei Fulda ist Südgrenze zu westlichen Rhön- und östlichen Vogelsberg-Ausläufern.
- Der sich links der Fulda nordwestlich ziehende Großenlüder-Lauterbacher Graben (352.2) – Fuldaer Senke – trennt Schlitzer Land und, weiter westlich, Ottrauer Bergland vom Unteren Vogelsberg (Haupteinheit 350). Er folgt abschnittsweise den Tälern von Lüder, Lauter nebst Brenderwasser nebst Maar und schließlich dem Bach von Wallenrod bis kurz hinter seine Mündung in die Schwalm.
  - Die Jossa und ihr Nebenfluss Schwarza trennen das Schlitzer Land vom sich nordwestlich anschließenden Ottrauer Bergland.
- Die längs der Schwalm sich nach Norden ziehende gleichnamige Landschaft (343.0) – Westhessische Senke – trennt das Ottrauer Bergland nach Westen deutlich vom Nördlichen Vogelsberg-Vorland
- Die (noch diesseitige) Grenff trennt das Ottrauer Bergland nach Norden vom Westlichen Knüll-Vorland
- Die Südost-Grenze des Östlichen Knüll-Vorlandes zu Ottrauer Bergland und Kirchheimer Bergland folgt weniger dem Relief als vielmehr geologischen Grenzen. Längs der Aula wird unter den Kirchheimer Ortsteilen Gersdorf gerade noch zum Knüll gezählt und Frielingen bereits zum Fulda-Haune-Tafelland.
  - Die Aula ist Grenzfluss des Ottrauer Berglandes zum Kirchheimer Bergland

## Flüsse
Im Folgenden sind die Flüsse von Norden nach Süden, flussaufwärts den Hauptflüssen Schwalm und Fulda, geordnet;

außerhalb des Tafellandes verlaufende Grenzflüsse, wie auch die Flusslängen, in Klammern:
| - (Schwalm (rechts)) - Grenff (22,0 km) - Bodenbach (8,4 km) - Berf (20,0 km) - Eifa (11,0 km) - Bach von Wallenrod | - Fulda (links) - Geisbach (22,1 km) - Meisebach (6,2 km) - Asbach (5,4 km) - Aula (22,6 km) - Jossa (22,9 km) - Wiesbach (6,8 km) - Schlitz (13,3 bzw. 43,3 km) - (Lauter←Brenderwasser←Maar) - (Lüder) | - Fulda (rechts) - Solz (21,4 km) - Haune (66,5 km) - Schwarzbach (10,0 km) - Rombach (9,1 km) |

Geisbach und Aula entspringen dem Knüll, Fulda, Haune und Solz der Rhön, während die Quellflüsse von Schlitz und Lüder – wie auch die Schwalm nebst Bach von Wallenrod – aus dem Vogelsberg kommen.
Besonders ergiebig im Inneren des Fulda-Haune-Tafellandes ist das Gebiet um den Rimberg im Ottrauer Bergland, wo neben Grenff und Berf auch diverse Nebenflüsse von Aula – u. a. Ibra (9,7 km) und Hattenbach (7,6 km) – und Jossa – v. a. Breitenbach (7,4 km) – ihre Quelle haben.
Im südwestlichen Ottrauer Bergland am Auerberg entspringen die Eifa sowie die Schwarza (8,8 km) als wichtigster Jossa-Zufluss, während die Jossa selber aus dem Schlitzer Land kommt, das auch den Wiesbach sowie den Sengelbach (5,9 km), einen linken Zufluss des Schlitz-Unterlaufes, speist.
Im Osten quellen Schwarzbach und Rombach auf den Rombach-Hochflächen, im Norden Meisebach und Asbach sowie kürzere linke Nebenflüsse der Aula im Kirchheimer Bergland.

## Berge
- Rimberg (592 m, Sendemast und Autobahnraststätte; Ottrauer Bergland)
- Stoppelsberg (524 m, Burgruine; Buchenauer Hochfläche)
- Hirschberg (506 m, Burg; Ottrauer Bergland)
- Auerberg (501 m, Ottrauer Bergland)
- Steinberg (494 m; Schlitzer Land)
- Sängersberg (494 m; Schlitzer Land)
- Eisenberg (484 m; Schlitzer Land)
- Stellerskuppe (481 m; Kirchheimer Bergland)
- Mengshäuser Kuppe (473 m, Aussichtsturm; Rombach-Hochflächen)
- Laxberg (408 m, Stadtberg von Bad Hersfeld, Kirchheimer Bergland)

## Zuordnung zu anderen Gebirgszügen
Da die drei eingrenzenden Mittelgebirge namentlich deutlich bekannter und auch höher sind als das Fulda-Haune-Tafelland, werden die Einzelnaturräume landläufig oft dem je benachbarten Gebirge zugerechnet, und zwar:
- Ottrauer Bergland, Kirchheimer Bergland und Schlitzer Land dem Knüll
- die Haune-Hochflächen der Rhön

Seltener werden auch die unmittelbar dem Vogelsberg benachbarten Teile Schlitzer Land und der Südwesten des Ottrauer Berglandes dem Vogelsberg zugerechnet, was u. U. mit der Zugehörigkeit zum Vogelsbergkreis in Verbindung stehen kann.

## Allgemeine Quellen
- BfN-Landschaftssteckbriefe:
  - Fulda-Haune-Tafelland (ohne Fuldatal)
  - Kämmerzell-Hersfelder Fuldatal